# ドゥケ・デ・カシアス
ドゥーケ・デ・カシアス（Duque de Caxias [ˈduki dʒi kaˈʃiɐs]）は、グアナバラ湾に面しリオデジャネイロ都市圏を構成するブラジルのリオデジャネイロ州の都市である。州都リオデジャネイロの北側に接する。人口は92万4624人（2020年）。石油精製や石油化学工業などの重要な工業地域を有している。
市名の由来はカシアス公爵と称されたブラジル帝国時代の政治家、軍人のルイス・アルヴェス・デ・リマ・エ・シルヴァ。